# IF-16
iF-16 est un jeu vidéo de simulation de vol de combat développé et édité par Digital Image Design, sorti en 1996 sur DOS et Windows. Il permet au joueur de piloter le F-16 Fighting Falcon.

## Accueil
- PC Jeux : 83 %[1]